# Some Girls Are Bigger Than Others
"Some Girls Are Bigger Than Others" é uma música da banda de rock inglesa The Smiths. Gravado no outono de 1985, foi lançado pela primeira vez em seu terceiro álbum de estúdio, The Queen Is Dead, em junho de 1986. Também foi lançado como single na Alemanha.

## Produção
Como acontece com todas as gravações originais dos Smiths, a música de "Some Girls Are Bigger Than Others" foi composta por Johnny Marr e a letra foi escrita por Morrissey. A gravação recebeu uma introdução distinta do engenheiro Stephen Street, que aumentou a reverberação na bateria, aumentou e diminuiu a faixa novamente, e retirou a reverberação ao reintroduzir a música: "Um pouco como abrir uma porta, fechá-la, depois abri-lo novamente e entrar". A letra parafraseia o hit country de Hank Locklin de 1949, "Send Me the Pillow You Dream On". A frase "the Dole Age" refere-se ao Benefício de Desemprego, apelidado de "dole"; no ano de lançamento da música, 1986, 3 milhões de pessoas no Reino Unido estavam desempregadas.

## Versão ao vivo
"Some Girls Are Bigger Than Others" foi tocada ao vivo apenas uma vez: no concerto final dos Smiths, na Brixton Academy, Londres, em 12 de dezembro de 1986. A performance, que incluía um verso ("No chão da loja, há um calendário, tão óbvio quanto a neve, como se não soubéssemos") não usado na versão de estúdio, foi gravado e posteriormente apresentado como lado B na edição de 12" e cassete de "I Started Something I Couldn't Finish" single em novembro de 1987.

## Pessoal
- Andy Rourke - Baixo
- Morrissey - Vocal
- Johnny Marr - Guitarra
- Mike Joyce - Bateria

## Listagens de faixas
| N.º | Título                              | Duração |  |
| 1.  | "Some Girls Are Bigger Than Others" | 3:01    |  |
| 2.  | "The Draize Train"                  | 5:06    |  |

| N.º | Título                              | Duração |  |
| 1.  | "Some Girls Are Bigger Than Others" | 3:01    |  |
| 2.  | "Frankly, Mr Shankly"               | 2:17    |  |
| 3.  | "The Draize Train"                  | 5:06    |  |